# Trevor Lennan
Trevor Lennan (sinh ngày 5 tháng 6 năm 1983) là một cầu thủ bóng đá người Belize hiện tại thi đấu cho Police United và Đội tuyển bóng đá quốc gia Belize ở vị trí tiền vệ.

## Bàn thắng quốc tế
Tỉ số và kết quả liệt kê bàn thắng của Belize trước.
| # | Ngày                | Địa điểm                         | Đối thủ   | Tỉ số | Kết quả | Giải đấu                  |
| - | ------------------- | -------------------------------- | --------- | ----- | ------- | ------------------------- |
| 1 | 22 tháng 1 năm 2013 | Sân vận động Quốc gia, San José, | Nicaragua | 1–0   | 2–1     | Cúp bóng đá Trung Mỹ 2013 |